# Ständige Vertretung der Bundesrepublik Deutschland bei der OSZE

Logo der Organisation für Sicherheit und Zusammenarbeit in Europa

Die Ständige Vertretung der Bundesrepublik Deutschland bei der OSZE ist die diplomatische Vertretung der Bundesrepublik Deutschland bei der Organisation für Sicherheit und Zusammenarbeit in Europa (OSZE).

## Lage

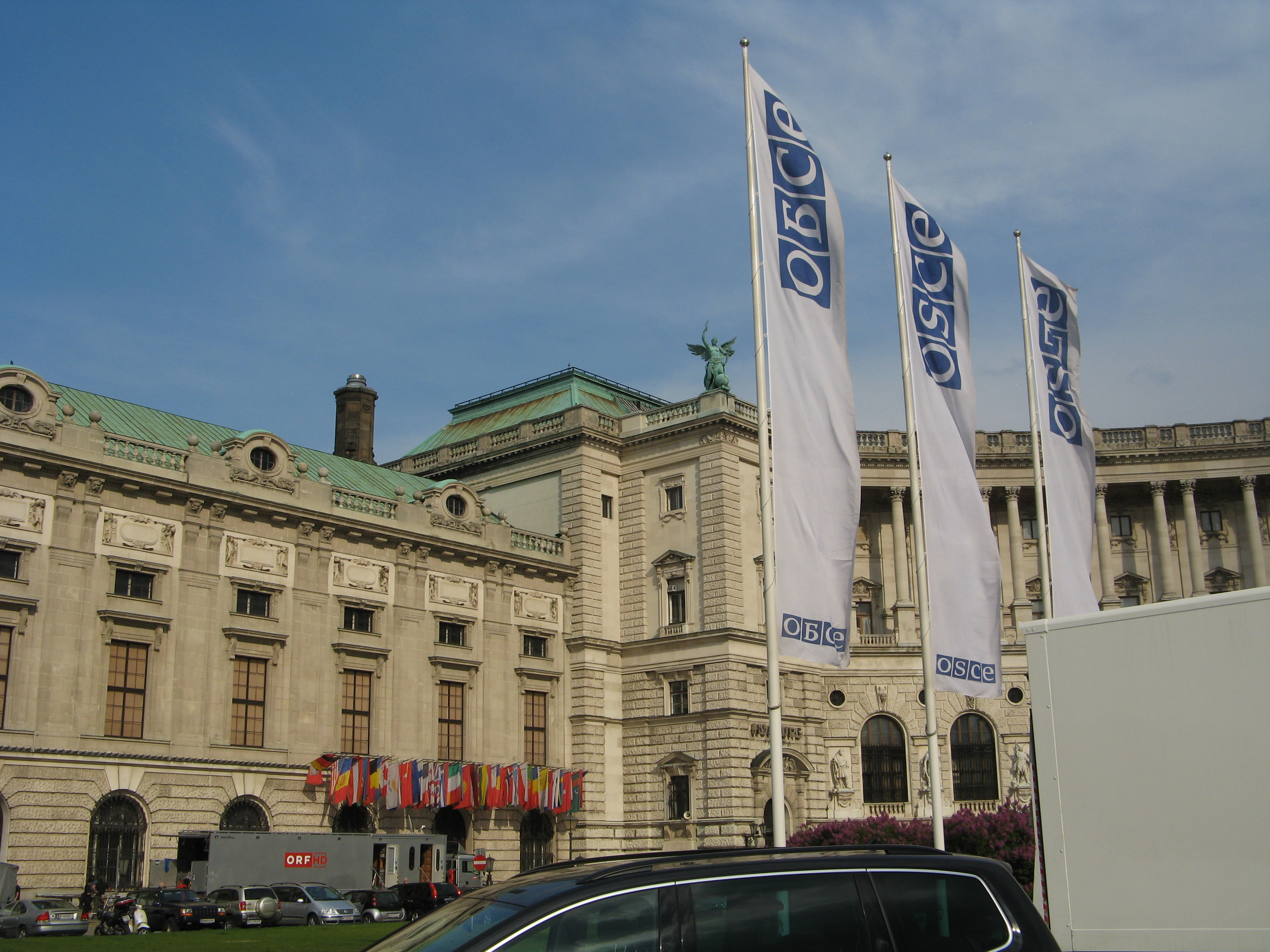
Wiener Hofburg, Sitz der OSZE

Die Ständige Vertretung ist gemeinsam mit der bilateralen Botschaft Deutschlands in der Republik Österreich untergebracht. Die Straßenadresse lautet: Gauermanngasse 2–4 im 1. Wiener Gemeindebezirk.

## Auftrag und Organisation
Die Ständige Vertretung vertritt die Bundesrepublik Deutschland in der OSZE und gegenüber deren Gremien (Parlamentarische Versammlung, Hoher Kommissar für Nationale Minderheiten, Büro für demokratische Institutionen und Menschenrechte, Beauftragte für Medienfreiheit, Vergleichs- und Schiedsgerichtshof, Minsk-Gruppe). Sie beobachtet die Entwicklungen in den Organisationen und berichtet darüber an die Bundesregierung. Sie bereitet ferner die hochrangige Teilnahme deutscher Delegationen bei Gipfeltreffen und Ministerräten sowie in der Parlamentarischen Versammlung der OSZE vor.
Sie stimmt sich zudem mit anderen Vertretungen vor Wahlen innerhalb der Organisationen und vor Beschlussfassungen ab. Sie unterstützt die Durchsetzung deutscher Initiativen oder Vorschlägen anderer Mitgliedstaaten, sofern Deutschland diese mitträgt.
Die Leitung der Ständigen Vertretung liegt bei einem Beamten des Auswärtigen Amts.

## Geschichte
Die Ständige Vertretung bei der OZSE wurde am 1. Januar 1994 eröffnet.